# いごっそう段六
『いごっそう段六』（いごっそうだんろく）は1976年4月9日から8月13日までNHK総合テレビジョンで放送されたテレビドラマ。全16回。

## 概要
放送時間は金曜日20:00～20:50。『新・坊っちゃん』の後番組として、放送された。小幡欣治のオリジナル脚本で、昭和の戦前から戦後にかけての時代、高知出身の武骨な男の半生が描かれた。主演は宝田明。この番組の後、77年1月に『丼池太閤記』が始まるまで、9月から12月まで、この枠でのドラマ番組が一時途絶えている。

## あらすじ
土佐弁で「快男児」「酒豪」「頑固で気骨のある男」などを意味する「いごっそう」と呼ばれる冠木段六という男が、身分の高い女性への憧れを抱きつつ、妻を娶り、友人の画家と交友しながら、大阪、東京下町へと移り住み、昭和の戦前から戦後を生き抜くさまを描いた。

## キャスト
- 冠木段六 - 宝田明[2]
- 冠木京子 - 和泉雅子[3]

物部の娘で後に段六の妻になる。
- 長谷山 - 藤岡弘

画家
- 若宮琴江 - あべ静江

段六の憧れの女性。
- おせき - 鈴木光枝
- 酔古堂 - 曾我廼家五郎八
- 雄作 - 織本順吉
- 昌子 - 川口敦子
- 長峰 - 犬塚弘
- 大滝 - 谷村昌彦
- 佐山 - 佐藤蛾次郎[4]
- 風巻 - 荒井注

段六の戦友。
- 物部 - 宇野重吉

画商、京子の父。
- 村地弘美

## スタッフ
- 作 - 小幡欣治
- 音楽 - 山下毅雄
- 演奏 - 制作室45
- 歌 - 佐々木新一
- 題字 - 小林抱牛

## 番組の現存状況
1インチVTRは非導入で、当時の放送用テープだった2インチVTRは高価で何度も上書き使用されていたため、NHK側での映像は第1回・第7回・第11回・第15回、台本は第6回・最終回が既存し、番組発掘プロジェクトでは番組関係者及び視聴者に録画した番組のテープの募集を呼びかけていた。

出演者の1人だったあべ静江が実家で録画したUマチックテープを12回分を寄贈したことで、16話分全て揃った。2018年4月27日放送『ひるまえ ほっと』ではあべがゲスト出演し、一部の映像が放送された。